# Ласкин, Иван Андреевич
Иван Андреевич Ласкин (1 ноября 1901, Уфимская губерния — 1 июля 1988, Минск) — советский военачальник, участник Великой Отечественной войны. В последние дни Сталинградской битвы участвовал в пленении штаба 6-й немецкой армии во главе с генерал-фельдмаршалом Ф. Паулюсом. Генерал-лейтенант (1943). Необоснованно репрессирован в 1943 году, реабилитирован в 1953 году.

## Биография

### Ранние годы
Родился 1 ноября 1901 года в деревне Васильевка Белебеевского уезда Уфимской губернии в крестьянской семье, в младенческом возрасте потерял мать.
В 1912 году, когда ему было 11 лет, семья переехала в уездный город Белебей, где Ивана определили в третий класс церковно-приходской школы, затем в городское начальное училище, но из-за недостатка средств учёбу пришлось оставить. Трудился мальчиком-приказчиком в магазине, подсобным рабочим каменщика, мальчиком-писцом городской управы.
После Октябрьской революции в 1919 году добровольцем вступил в Красную Армию. Участник гражданской войны. Служил в караульной роте при Белебеевском военкомате. В июне 1920 года зачислен курсантом на 28-е Пермские пехотные командные курсы в 1920 году. Но в августе 1920 года всех курсантов направили в состав 1-й Киевской курсантской бригады на Южный фронт. Пройдя с боями путь от Екатеринослава до Перекопа и участвовал в Перекопско-Чонгарской операции, а в начале 1921 года — против отрядов Н. И. Махно и Ю. О. Тютюнника на Украине.

### Командир РККА
После окончания Гражданской войны в марте 1921 года И. А. Ласкин вернулся в 5-ю Киевскую пехотную школу для продолжения учёбы, окончил её в 1923 году. С сентября 1923 года — командир отделения учебно-кадрового полка Краснознамённой Кавказской армии, который находился в п. Манглиси Грузинской ССР). С марта 1924 по апрель 1931 года служил в 2-м Кавказском стрелковом полку Кавказской Краснознамённой армии (Манглиси, затем Ахалцихе): помощник политрука, с октября 1924 — заведующий сапёрным обучением в полку, с апреля 1925 — командир взвода полковой школы, с ноября 1925 — командир роты. В 1934 году окончил Военную академию РККА им. М. В. Фрунзе. С мая 1934 года — помощник начальника 1-й (оперативной) части штаба 48-й стрелковой дивизии (Калинин, Московский военный округ). В феврале 1935 года получил новое назначение — начальником штаба 132-го стрелкового полка 44-й стрелковой дивизии (Житомир, Киевский военный округ), а через год стал временно исполнять должность командира этого полка. При введении в РККА персональных воинских званий в 1935 году И. А. Ласкину было присвоено воинское звание майор. С августа 1937 года — офицер для особых поручений при командующем Киевским военным округом командарме 1-го ранга И. Ф. Федько, с апреля 1938 года — офицер для особых поручений при первом заместителе Наркома обороны СССР (с января 1938 года на эту должность был переведён из Киева И. Ф. Федько). Тогда же Ласкин повышен в воинском звании до полковника.
Чудом избежав репрессий после ареста И. Ф. Федько в июле 1938 года, И. А. Ласкин в декабре 1938 года назначен начальником штаба 85-й стрелковой дивизии Уральского военного округа (Челябинск), с декабря 1939 года — начальником штаба 15-й Сивашской моторизованной дивизии 2-го механизированного корпуса Одесского военного округа (Молдавская ССР).

### Великая Отечественная война
Участник Великой Отечественной войны с первого дня, воевал на Южном фронте. Участвовал в приграничном сражении в Молдавии и в Тираспольско-Мелитопольской оборонительной операции. Во время Уманской катастрофы дивизия прикрывала отход 12-й армии и в конце июля — начале августа 1941 года попала в окружение под Уманью. 6 августа дивизии удалось прорвать кольцо окружения, но противник непрерывно преследовал её, нанося большие потери ударами авиации и танков. После гибели в бою командира дивизии генерал-майора Н. Н. Белова 9 августа полковник Ласкин принял командование остатками дивизии. Ввиду окончательной утраты боеспособности по приказу командира корпуса дивизия стала выходить из окружения мелкими группами. Выходя из окружения, 25 августа у Днепра Ласкин вместе с двумя офицерами были задержаны немцами и допрошены немецким офицером. Через несколько часов при перевозке пленникам удалось бежать. Ласкин с товарищем присоединились к одной из выходящих из окружения частей Красной Армии. Зная о работе особых отделов, спутники договорились скрыть задержание и плен. 8 сентября группа вышла к своим..
Некоторое время состоял на проверке в распоряжении отдела кадров Юго-Западного фронта. С 1 октября 1941 года — начальник штаба 172-й стрелковой дивизии 51-й армии, сформированной в Крыму (место формирования Симферополь), через 6 дней он стал командиром этой дивизии. Тогда же дивизия вошла в состав Севастопольского оборонительного района, а 16 ноября — в состав Приморской армии. В составе Приморской армии 172-я стрелковая дивизия героически обороняла Севастополь до последнего дня обороны (держала оборону на участке Федюхины высоты — Мекензиевы горы.
Маршал Советского Союза Н. И. Крылов (в 1941—1942 гг. начальник штаба Приморской Армии):

«Ласкин производил хорошее впечатление: подтянутый, собранный, явно со строевой жилкой и, как видно, наделён живым умом, быстрой реакцией, схватывает всё с полуслова…»— Крылов Н. И. Не померкнет никогда. / 2-е изд. — М.: Воениздат, 1984.— 558 с. (Военные мемуары). — С.253.
После эвакуации с мыса Херсонес в июле 1942 года дивизию расформировали (практически вся они погибла в последние дни обороны Севастополя, эвакуирована была только часть комсостава). В августе 1942 года Ласкин стал заместителем начальника штаба Юго-Восточного фронта, с 26 августа по 7 сентября 1942 года — начальником штаба 62-й армии, с 7 сентября 1942-го по 16 апреля 1943 года — начальником штаба 64-й армии (16 апреля 1943 года армия получила гвардейское звание и стала именоваться 7-й гвардейской армией), которой командовал генерал-лейтенант М. С. Шумилов. Обе армии участвовали в обороне Сталинграда. За умелое руководство штабом Ласкин неоднократно поощрялся командованием, 14 октября 1942 года ему было присвоено воинское звание генерал-майор.

### Сталинградская битва и пленение Паулюса
В начале января 1943 года Сталинградский фронт, куда входила 64-я армия, окружил вражеские части в районе города, закончив операцию «Кольцо», а 31 января этого года Военный совет фронта поручил начальнику штаба генерал-майору Ласкину выехать в район боевых действий в качестве официального представителя советского командования и провести переговоры с гитлеровским командованием о прекращении военных действий со стороны немцев, их капитуляции, а также о сдаче в плен командующего 6-й армией Ф. Паулюса и его штаба.
Ласкин так описывал встречу с фельдмаршалом в книге «На пути к перелому» (М.: Воениздат, 1977. — С.319.):
…Мы сразу увидели Паулюса. Одетый в шинель, заложив назад руки, медленно шагал от двери в противоположную сторону. Я вошёл в комнату. Паулюс повернулся к двери и, увидев меня, остановился… Пятидесятитрёхлетний фельдмаршал был выше среднего роста, худощавый, пожалуй, излишне прямой, подтянутый, выхоленный.
Сейчас лицо его было бледно. Он смотрел на нас усталыми глазами.
Я назвал себя и объявил его пленником. Паулюс подошёл ко мне и, высоко подняв правую руку, на скверном русском языке произнёс:

— Фельдмаршал германской армии Паулюс сдаётся Красной Армии в плен.
15 мая 1943 года И. А. Ласкин назначен начальником штаба Северо-Кавказского фронта, руководил штабом фронта в наступательном этапе битвы за Кавказ и Новороссийско-Таманской наступательной операции. 9 октября 1943 года ему было присвоено воинское звание генерал-лейтенант. В ноябре 1943 года фронт был преобразован в Отдельную Приморскую армию и генерал Ласкин назначен её начальником штаба. На этом посту участвовал в Керченско-Эльтигенской наступательной операции.

### Арест и послевоенная жизнь
19 (по другим данным — 18 или 20) декабря 1943 года И. А. Ласкин был арестован органами СМЕРШ. Связано это было с тем, что обнаружился факт его пребывания в плену. Он подозревался в измене Родине, шпионаже и диверсионной работе в пользу противника. Этих обвинений генерал не признал, но подтвердил факт кратковременного нахождения в плену в 1941 году. Следствие продолжалось почти девять лет. Перерывы между допросами длились до нескольких лет. Содержался в Лефортовской тюрьме, вину не признавал, несколько раз объявлял голодовку, писал заявления с требованиями разобраться и с жалобами на затягивание следствия, дважды попадал в карцер.
Ещё в ходе следствия 2 декабря 1946 года был уволен из армии.
Лишь в 1951 году следствие по делу Ласкина вновь начало вестись активно. На генерала было затребовано и приобщено к делу большое количество документов, допрошены десятки его бывших сослуживцев, проведены несколько очных ставок. Никаких подтверждений измены Родине и шпионажа добыто не было, поэтому по обвинениям в этих преступлениях дело было прекращено. В итоге И. А. Ласкин предстал перед Военной коллегией Верховного суда СССР (ВКВС) по обвинению в том, что «будучи в окружении в 1941 году, нарушил служебный долг и воинскую присягу, уничтожив партийный билет, бросив оружие, сняв форму командира Красной Армии, и переодевшись в гражданское платье, следуя по территории занятой немцами, был арестован и допрошен немецким командованием, что скрывал от органов Советской власти в течение длительного времени».
Суд продолжался с 5 июня по 2 сентября 1952 года (с перерывами). В результате ВКВС СССР оправдала Ласкина по статье 58-1 «б», но осудила по статье 193-17 п. «а» УК РСФСР к 10-ти годам исправительно-трудовых лагерей без поражения в правах с лишением воинского звания генерал-лейтенант. Однако при вынесении приговора 2 сентября 1952 года на этом же заседании ВКВС ему было зачитано постановление об амнистии согласно указу Верховного Совета СССР от 7 июня 1945 года «Об объявлении амнистии в связи с победой над фашистской Германией». Как полностью отбывший срок заключения, на следующий день 3 сентября 1952 года, И. А. Ласкин был из-под стражи освобождён. Однако в армии он восстановлен не был и более того, постановлением Совета Министров СССР от 2 октября 1952 года был лишён воинского звания генерал-лейтенант. Уехал к семье в Тбилиси, где устроился на работу заведующим складом на обувной фабрике.
Продолжал борьбу за свою реабилитацию. Ещё при жизни И. В. Сталина в феврале 1953 года он обратился с заявлением на пересмотр его дела на имя Л. П. Берия, в апреле и в мае 1953 года аналогичные заявления направил на имя министра обороны СССР Н. А. Булганина и начальника Главного управления кадров МО СССР Ф. Ф. Кузнецова. На этот раз военное руководство согласилось с доводами И. А. Ласкина, передав его заявление Генеральному прокурору СССР с предложением об его реабилитации. 16 мая 1953 года Генеральный прокурор Г. Н. Сафонов направил в суд протест на прежнее судебное решение, при рассмотрении которого Пленумом Верховного Суда СССР 29 мая 1953 года приговор от 2 сентября 1952 года был отменён, Ласкин полностью реабилитирован. В июле 1953 года Ласкин также был восстановлен в КПСС без прерывания партийного стажа. Постановлением Совета Министров СССР от 13 августа 1953 года было отменено постановление 1952 года о лишении его воинского звания.
С августа 1953 года — учёба на Высших академических курсах Высшей военной академии имени К. Е. Ворошилова. С января 1955 по 1957 годы — начальник штаба Южно-Уральского военного округа (Оренбург). С июня 1957 года был прикомандирован к Генеральному штабу Вооружённых сил СССР для военно-научной работы. С июня 1958-го по ноябрь 1965 года был старшим преподавателем Военной академии Генерального штаба Вооружённых сил СССР. С ноября 1965 года в отставке по состоянию здоровья.

## Награды
- орден Ленина (30.04.1954)
- три ордена Красного Знамени (24.07.1942, 4.02.1943, 5.11.1954)
- орден Кутузова 1-й степени (9.10.1943)
- орден Отечественной войны 1-й степени (11.03.1985)
- медаль «За боевые заслуги» (27.10.1967)
- медаль «За оборону Севастополя»
- медаль «За оборону Сталинграда»
- медаль «За оборону Кавказа»
- ряд медалей СССР
- крест «За выдающиеся заслуги» (1943, вручен послом США от имени президента США «в признании его исключительного героизма и храбрости, проявленных на поле боя на Советско-Германском фронте против нашего общего врага — гитлеровской Германии»)[12][13].

## Сочинения
- Ласкин И. А. На пути к перелому. — М.: Воениздат, 1977.
- Ласкин И. А.. У Волги и на Кубани. — М.: Воениздат, 1986. — 303 с. — (Военные мемуары). — 65 000 экз.

- Ласкин И. А. Ещё раз о пленении генерал-фельдмаршала Паулюса. // Военно-исторический журнал. — 1961. — № 3. — С. 77—84.
- Ласкин И. А. Советское высшее военное образование в первой половине 1930-х гг. (воспоминания генерала И. А. Ласкина об учёбе в Военной Академии им. М. В. Фрунзе). // Военно-исторический архив. — 2012. — № 8. — С. 85—103.
- Мемуары «Размышления о прожитом и пережитом» не изданы, рукопись хранится в Белебеевском историко-краеведческом музее.

## В кинематографе
- В художественном фильме «Море в огне», снятом в 1970 году на киностудии «Мосфильм» режиссёром Л. Н. Сааковым, роль полковника И. А. Ласкина исполняет актёр Радий Афанасьев[14].
- «Исторические хроники» — 1943 г. Маршал Василевский.
- В. С. Правдюк «Вторая мировая, день за днем» (2005—2006): серии 58, 61.